# خورشیدگرفتگی ۲۲ اکتبر ۱۹۱۱
خورشیدگرفتگی ۲۲ اکتبر ۱۹۱۱ (به انگلیسی: Solar eclipse of October 22, 1911) یک خورشیدگرفتگی از نوع خورشیدگرفتگی حلقه‌ای است. این خورشیدگرفتگی در تاریخ ۲۲ اکتبر ۱۹۱۱ میلادی (‎۲۹ مهر ۱۲۹۰ خورشیدی) روی داد که زمان اوج آن، ساعت ۴:۱۳:۰۲ به‌وقت ساعت هماهنگ جهانی بوده‌است. مدت زمان و طول این خورشیدگرفتگی ۳ دقیقه و ۴۷ ثانیه بود.